# 烙蛤蜊
烙蛤蜊，是海派西餐中的一道名菜，与法国菜的烙蜗牛较为相似，是一种源自西餐却又根据上海人的习惯口味改良的上海混合西餐。

## 历史与做法
烙蛤蜊最早是由红房子的主厨俞永利在法式名菜——烙蜗牛的基础上发明出来。1946年后，法国蜗牛（應該指羅馬蝸牛）逐渐断货，红房子欲图想出新品种以取代蜗牛，最终在多次试验下，本土贝壳类海鲜蛤蜊被选中了。烹饪方法是先将蛤蜊剔出并清洗后，加上色拉油、红酒、蒜泥、芹菜末等调料再放回壳内，最后放入烤箱进行烘焙，深受顾客欢迎，法国总统龐畢度访沪时也曾品尝这道菜肴，并称其为中国人发明的法国菜。